# Nokere Koerse 1963
La Nokere Koerse 1963, diciottesima edizione della corsa, si svolse l'8 maggio per un percorso di 155 km, con partenza ed arrivo a Nokere. Fu vinta dal belga Frans De Mulder della squadra Wiel's-Groen Leeuw davanti ai connazionali Daniel Doom e Norbert Kerckhove.

## Ordine d'arrivo (Top 10)
| Pos. | Corridore         | Squadra                     | Tempo    |
| ---- | ----------------- | --------------------------- | -------- |
| 1    | Frans De Mulder   | Wiel's-Groen Leeuw          | 4h10'00" |
| 2    | Daniel Doom       | Wiel's-Groen Leeuw          | s.t.     |
| 3    | Norbert Kerckhove | Dr. Mann Labo               | a 30"    |
| 4    | Emiel Lambrecht   | Dr. Mann Labo               | a 1'30"  |
| 5    | René Couchez      | Faema-Flandria              | s.t.     |
| 6    | André Noyelle     | Bertin-Porter 39-Milremo    | s.t.     |
| 7    | Paul Martens      |                             | s.t.     |
| 8    | Kamiel Lamote     | Dr. Mann Labo               | s.t.     |
| 9    | Roger Baguet      | Wiel's-Groen Leeuw          | s.t.     |
| 10   | Lucien De Munster | Solo-Terrot-Van Steenbergen | s.t.     |